# Cempa (Blangkejeren)
Cempa is een bestuurslaag in het regentschap Gayo Lues van de provincie Atjeh, Indonesië. Cempa telt 294 inwoners (volkstelling 2010).